# Chạy án
Chạy án là một bộ phim truyền hình thuộc loạt phim Cảnh sát hình sự, được thực hiện bởi Trung tâm Phim truyền hình Việt Nam, Đài Truyền hình Việt Nam do Vũ Hồng Sơn làm đạo diễn. Phim được chuyển thể từ tiểu thuyết cùng tên của nhà văn Nguyễn Như Phong. Phần 1 của phim phát sóng vào lúc 21h05 thứ 2 đến thứ 6 hàng tuần, bắt đầu từ ngày 18 tháng 9 năm 2006 và kết thúc vào ngày 24 tháng 10 năm 2006; phần 2 của phim phát sóng vào lúc 20h10 thứ 2 đến thứ 6 hàng tuần, bắt đầu từ ngày 28 tháng 4 năm 2008 và kết thúc vào ngày 13 tháng 6 năm 2008 trên kênh VTV1.

## Nội dung
Lấy cảm hứng từ vụ án Mai Văn Dâu, Chạy án tập trung vào cuộc đời của Cao Thanh Lâm (Việt Anh), con trai của Thứ trưởng Cao Đức Cẩm, học Thạc sĩ Tin học ở Mỹ và sau đó trở về nắm giữ vị trí Trưởng phòng thương mại điện tử ở ngân hàng Phú Tài do ông Trương Ngọc Trác đứng đầu. Tuy ông Cẩm là một cán bộ mẫu mực, đứng đắn, nhưng lại nhu nhược, để cho vợ là Dung thao túng gia đình, dựa vào danh nghĩa của chồng để làm ăn quan hệ với những doanh nghiệp trong tỉnh, và để Lâm được nuông chiều quá mức. Sau khi trở về, không những Lâm không thay đổi mà còn cấu bè kết phái với các phần tử bất hảo, chơi bời và dây vào xã hội đen khiến gia đình điêu đứng và gây ra những nguy hại về sau...

## Diễn viên
- Việt Anh trong vai Cao Thanh Lâm[7][8]
- Phan Hòa trong vai Minh Phương[8]
- Lê Dũng Nhi trong vai Cao Đức Cẩm[8]
- Hương Dung trong vai Bà Dung[8]
- Nguyễn Văn Báu trong vai Chu Văn Hòa
- Trần Đức trong vai Trần Đức[8]
- Tuấn Minh trong vai Trần Ngọc
- Kiều Anh trong vai Giáng Hương
- Nguyễn Hải trong vai Lê Thanh
- Văn Thành trong vai Nam
- Tiến Đạt trong vai Tony Nguyễn
- Anh Thái trong vai Cụ Cần
- Kim Dung trong vai Vy
- Quỳnh Tứ trong vai phóng viên Trúc Quỳnh
- Khôi Nguyên trong vai Trác
- Hữu Độ trong vai Bộ trưởng
- Thu Hương trong vai Minh Lý
- Hồng Đức trong vai Siu
- Nguyễn Hậu trong vai Thiếu tá Tùng
- Mạnh Xuyên trong vai Mỹ
- Mạnh Hà trong vai Hải
- Thế Bình trong vai Minh
- Nguyễn Tu trong vai Lê Bình
- Xuân Hảo trong vai Nhà báo Quang
- Nguyễn Hoàng Tùng trong vai Đỗ Kim
- Duy Thanh trong vai Túy
- Thu Hằng trong vai Liên "Chèo"
- Hồng Sơn trong vai Mã "Đại gia"
- Hải Bình trong vai Trung tá Hải
- Vũ Hồng Anh trong vai Hiền

Cùng một số diễn viên khác....

## Phần phim tiếp theo
Vào năm 2016, đã có thông tin về việc sản xuất phần 3 của phim mang tên Đặc biệt nguy hiểm, với nội dung độc lập so với hai phần đầu; phim sẽ được dựng ở bối cảnh trong Nam. Tuy nhiên, tác giả kịch bản, nhà báo Nguyễn Như Phong đã lên tiếng phản đối, cho rằng bối cảnh của Chạy án nằm hoàn toàn ở miền Bắc và việc dựng phim ở miền Nam là không phù hợp. Đến nay, quá trình sản xuất bộ phim vẫn đang bị tạm dừng.

## Giải thưởng
| Năm  | Giải thưởng                                | Hạng mục                  | (Người) đề cử | Kết quả        | Tham khảo     |
| ---- | ------------------------------------------ | ------------------------- | ------------- | -------------- | ------------- |
| 2006 | Liên hoan truyền hình toàn quốc lần thứ 26 | Phim truyền hình          | —             | Giải vàng      | [ 11 ] [ 12 ] |
| 2007 | Giải Cánh diều                             | Phim truyện truyền hình   | —             | Cánh diều vàng | [ 13 ]        |
| 2007 | Giải thưởng Tạp chí Truyền hình VTV        | Diễn viên xuất sắc        | Tiến Đạt      | Đoạt giải      | [ 14 ]        |
| 2007 | Giải thưởng Tạp chí Truyền hình VTV        | Vai diễn ấn tượng         | Việt Anh      | Đoạt giải      | [ 15 ]        |
| 2008 | Giải Mai Vàng                              | Nam diễn viên truyền hình | Việt Anh      | Đoạt giải      | [ 16 ]        |
| 2008 | Liên hoan phim quốc tế Tokyo               | Invited Foreign Dramas    | —             | Giải đặc biệt  | [ 17 ]        |
| 2009 | Giải Cánh diều                             | Phim truyện truyền hình   | —             | Cánh diều vàng | [ 18 ]        |